# Lavelanet
Lavelanet är en kommun i departementet Ariège i regionen Occitanien i södra Frankrike. Kommunen ligger  i kantonen Lavelanet som ligger i arrondissementet Foix. År 2022 hade Lavelanet 6 018 invånare.

## Befolkningsutveckling
Antalet invånare i kommunen Lavelanet
Referens: INSEE

## Galleri

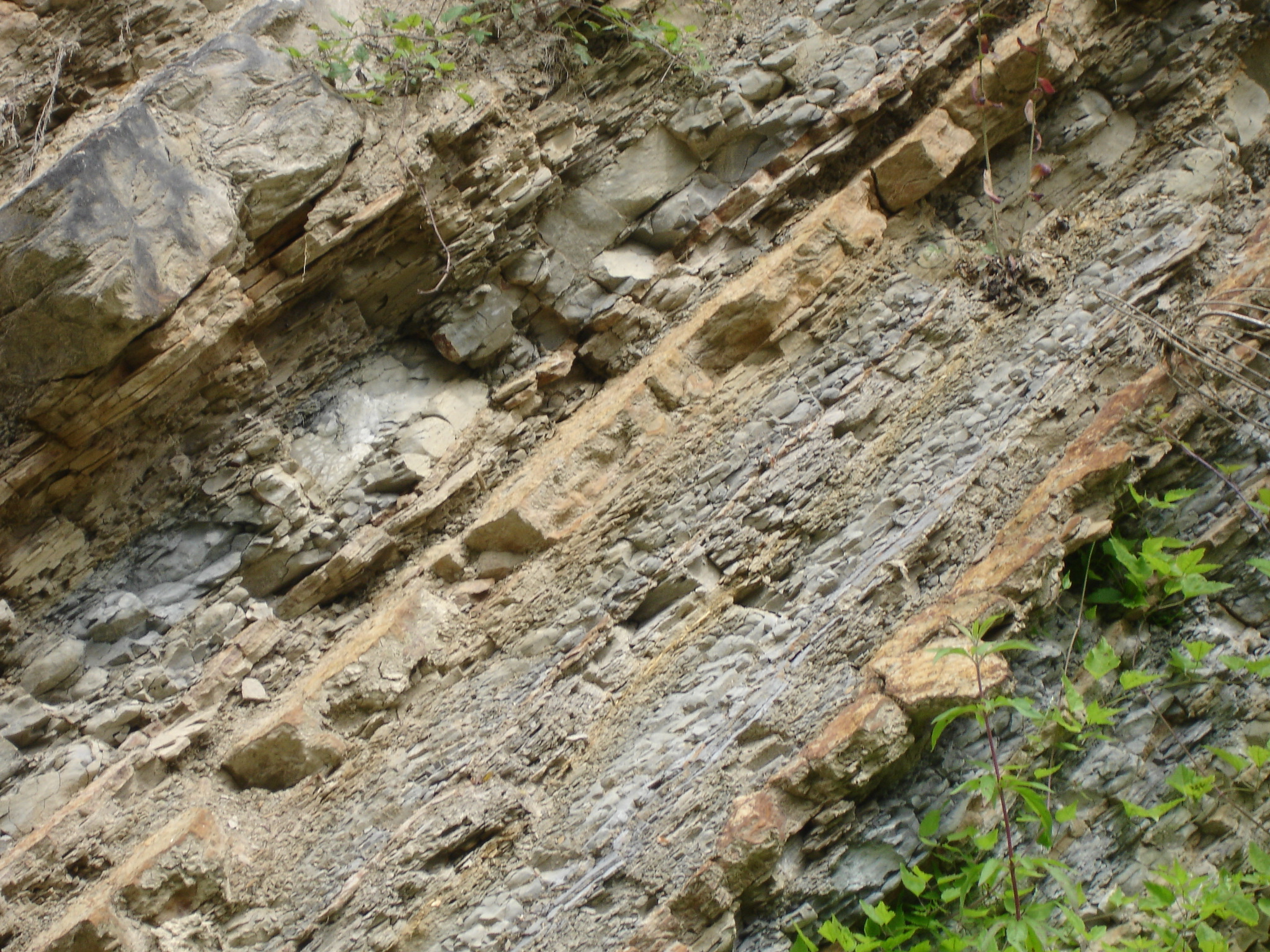
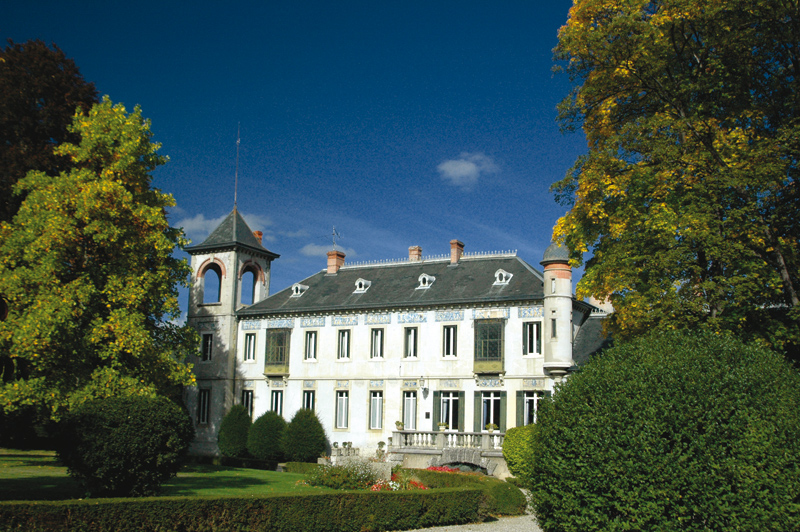
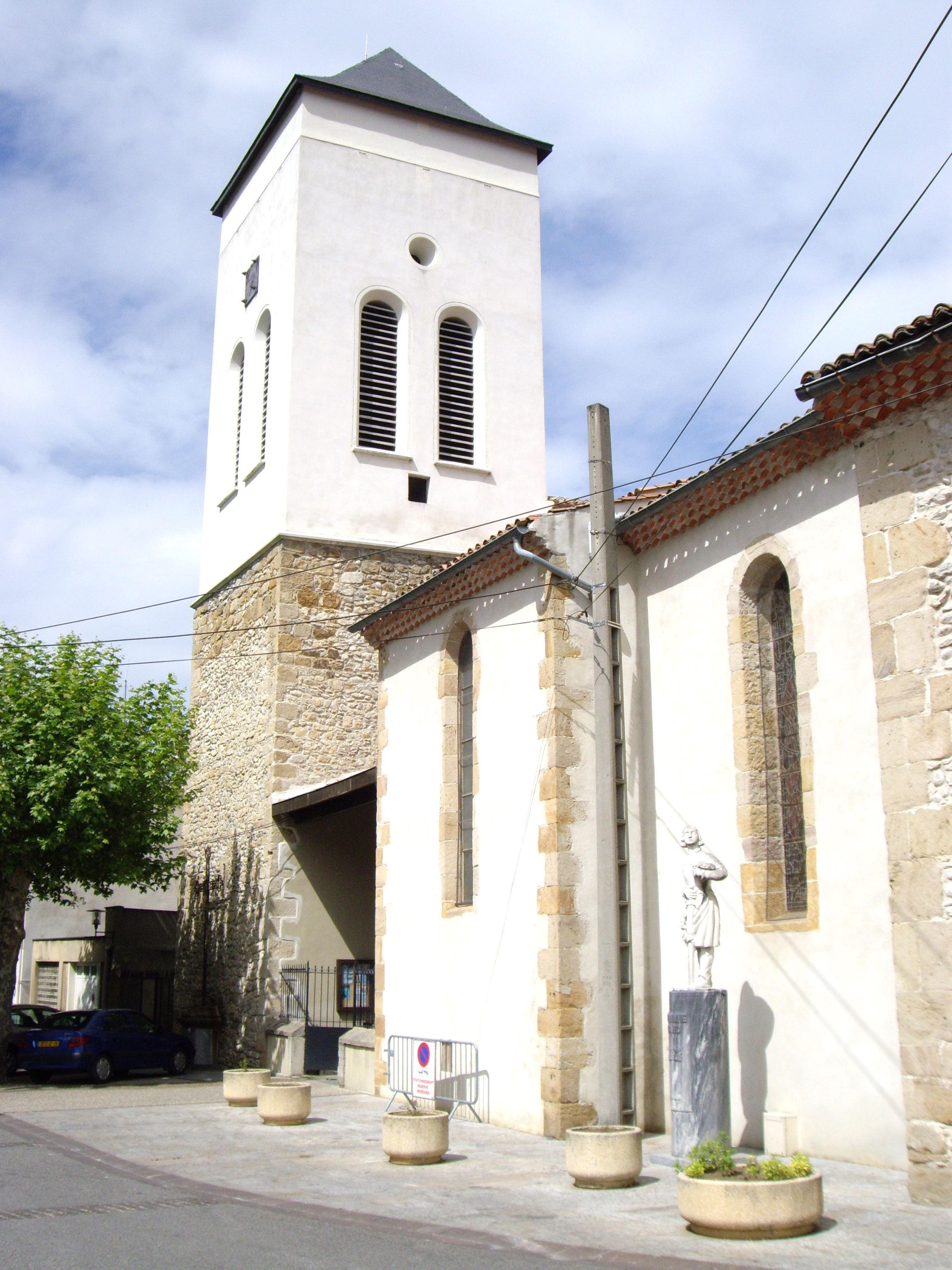